# Wassoulou-Ballé
Wassoulou-Ballé is een gemeente (commune) in de regio Sikasso in Mali. De gemeente telt 51.000 inwoners (2009).